# Abdulrahman Mohamed Babu
Abdulrahman Mohamed Babu (Zanzibar, 22 de setembro de 1924 – Londres, 5 de agosto de 1996) foi um filósofo, jornalista, político, teórico marxista e nacionalista pan-africano da Tanzânia.
Nascido em Zanzibar, teve um papel fundamental na revolução de 1964. Foi ministro no governo de Julius Nyerere após a ilha ser unida com a Tanganica continental para formar a Tanzânia. Ele foi preso por Nyerere em 1972, e, após ser solto depois de uma campanha internacional, continuou sendo um crítico incansável do imperialismo, autoritarismo e modelos de desenvolvimento excessivamente estatistas (assim como o capital privado).

## Biografia
Abdulrahman Mohamed Babu nasceu em 1924 em Zanzibar, na África Oriental — então um protetorado britânico, o Sultanato de Zanzibar, sob o controle nominal do Sultão hereditário. A economia da ilha era centrada em exportar cravos e cocos, e sua população incluía árabes, negros africanos e indianos.
Após servir nas forças britânicas durante a Segunda Guerra Mundial, e por um período como encarregado em uma plantação de cravos, Babu foi estudar na Grã-Bretanha em 1951. Durante os seis anos seguintes formou-se em jornalismo e filosofia na Universidade de Londres. Na Grã-Bretanha primeiro foi atraído ao anarcocomunismo e depois ao marxismo-leninismo.

### Luta anticolonial
Influenciado pela ascenção dos movimentos anticoloniais e impressionado pelo poder crescente da União Soviética, Babu ingressou no movimento nacionalista. Ele foi líder do primeiro partido nacionalista de massas da ilha de Zanzibar, o Partido Nacionalista de Zanzibar (Zanzibar Nationalist Party, ZNP), e participou da Conferência de Todos os Povos Africanos em Acra, Gana em 1958, onde conheceu Kwame Nkrumah, Frantz Fanon e Patrice Lumumba, visitando em seguida a China de Mao Zedong em 1959. Babu construiu relações muito próximas com a liderança chinesa e era visto pelos britânicos como "o mais reconhecido sinófilo" da região.
Babu foi preso por dois anos pelos britânicos. No autogoverno de transição do Zanzibar em 1962 (ainda como protetorado britânico), foi formada uma coalizão governante composta pela ala de direita do ZNP e de um grupo dissidente do moderado Partido Afro-Shirazi de Abeid Karume, que manteve o Sultão como monarca constitucional. A esquerda do ZNP, incluindo Babu, saiu do partido para formar o revolucionário Partido Umma, que construiu uma base popular que ultrapassou linhas raciais.
Babu foi um dos principais entusiastas da constituição do Comité de Libertação da Organização da Unidade Africana (OUA), que foi instalado em 1963 em Dar es Salã, na Tanzânia. Foi inclusive ele quem trouxe alguns notáveis nomes da luta anticolonial e anti-apartheid para trabalhar no comité, como foi o caso da britânico-angolana Marga Holness e do jamaicano-angolano John Holness.

### Participação na revolução de Zanzibar em 1964
No início de 1964 houve uma onda de manifestações que culminou na revolução de Zanzibar. O Partido Umma, sob as diretrizes de Babu, teve um papel fundamental na condução do processo revolucionário, importante por ter impedido que a revolução tomasse um caráter racial, e.g., africanos contra árabes.
Um novo governo foi formado pelo Partido Afro-Shirazi e o Partido Umma, com Abeid Karume como presidente e Babu como ministro das relações exteriores, constituindo o Concelho Revolucionário de Zanzibar. Pressionado pela Grã-Bretanha, Karume impôs a fusão entre Zanzibar e Tanganica em abril de 1964, embora isso tivesse pouco apoio do seu governo ou do seu povo. Babu era um dos membros progressistas e de esquerda do governo zanzibari que foi nomeado para o novo gabinete em Dar es Salaam. Seus contatos com a China continuaram, e sua afinidade ideológica e trabalho com a Xinhua fez dele um bom canal de comunicação com Pequim. Enquanto isso ele conheceu e se tornou amigo — e provável influência — de Malcolm X.

### Pós-união da Tanzânia
A posição de Babu como promotor da política internacional da Tanzânia foi fundamental para a construção do Caminho de Ferro Tanzânia–Zâmbia (TAZARA), com auxílio dos chineses. Julius Nyerere queria fortalecer os laços próximos de Zanzibar com a China e criar benefícios para o país inteiro. Babu foi nomeado chefe da delegação de comércio que precedeu a delegação presidencial de Nyerere à China em 1964. Devido a sua experiência pessoal com os chineses e sua afinidade ideológica com o modelo de desenvolvimento marxista de vertente maoista, Babu tomou a iniciativa e mencionou as dificuldades que seu governo enfrentou tentando garantir o financiamento para a Ferrovia TAZARA. No dia 1 de julho de 1965 o governo chinês fez uma oferta de ajuda ligada aos governos da Tanzânia e Zâmbia, no valor de £75 milhões e £150 milhões para construir a linha férrea. Outro resultado de sua viagem foi um acordo comercial (separado do acordo de auxílio de £11 milhões) de £5 milhões por ano durante cinco anos. Sob este acordo os tanzanianos deveriam comprar o que pudessem dos chineses mas os chineses deveriam comprar produtos da Tanzânia no valor de £5 milhões por ano. Os chineses pagariam o saldo em dinheiro pelo que não fosse comprado da Tanzânia.

### Prisão
Babu rejeitou o modelo de socialismo africano de Nyerere por não tratar da dependência do país em exportar matéria prima, um legado colonial; por replicar, em suas políticas rurais, modelos ortodoxos sob o pretexto do radicalismo ujamaa; e por nacionalização irresponsável e não sustentável, especialmente de pequenos negócios, geralmente de propriedade da minoria indiana. Já que a tarefa principal era desenvolver a força produtiva de modo a acabar com padrões neocoloniais, deslocar a produção, não providenciar financiamento aos aldeões, e mirar em uma integração "mais justa" ao capitalismo mundial, como fez Nyerere, não surtiriam efeito.
Em 1972, Karume foi assassinado, e Babu, junto com outros 40 membros do Partido Umma foram presos por suposto envolvimento, apesar de falta de evidência, levando à sentenças de morte três anos depois, mas acabaram sendo soltos após campanha internacional. Babu e outros 12 prisioneiros foram soltos por Nyerere em uma lei de anistia.

### Modelo de desenvolvimento e carta a Mugabe
Em seu bem conhecido livro, Socialist Africa or African Socialism, que foi escrito na prisão, e no seu trabalho após ser solto, Babu frisou a importância de mudança econômica fundamental. Mudanças internas no país, mais do que mudanças no âmbito global, eram chave, e para isso era necessário uma gestão cuidadosa das contradições entre o povo, incluindo a burguesia nacional, como Mao Zedong aconselhou.
Em sua "Carta aberta a Robert Mugabe" de 1980, ele disse que a experiência mostra que "a tomada de fazendas produtivas" pelos estados "tem invariavelmente levado ao colapso quase total da produção agrícola e a contrair grandes dívidas estrangeiras para importar comida". Ele disse que o estado deveria promover cooperativas em vez de fazendas de camponeses junto às grandes fazendas comerciais de propriedade branca, obrigando as últimas a apoiar as primeiras, e separar os latifundiários brancos mais progressistas dos reacionários. A renda crescente vinda das zonas rurais impulsionaria o mercado interno, o que impulsionaria a industrialização.
Ele também se posicionou repetidamente contra estados pós-coloniais autoritários, e defendeu uma democracia mais genuína, o que ele via como contrária ao capitalismo e o imperialismo. Ele desejava uma "África socialista e unificada".

### Últimos anos
Durante a maior parte dos anos após ser solto por Nyerere, ele viveu nos Estados Unidos ou na Grã-Bretanha, mas permaneceu envolvido com política africana, incluindo esforços para forjar uma alternativa ao neoliberalismo. Ele viveu durante anos na Grã-Bretanha como intelectual. Porém, voltou para a Tanzânia em 1995 para se candidatar pela Convenção Nacional por Construção e Reforma—Mageuzi, uma formação mista que concorreu na primeira eleição multipartidária em décadas. Manipulações legais o impediram de concorrer, e as eleições não foram justas; o partido incumbente foi reeleito. As antigas acusações e consequente prisão de Babu permitiram que a Comissão Eleitoral rejeitasse sua candidatura à vice-presidência.

## Morte
Babu faleceu aos 72 anos em 5 de agosto de 1996 no Hospital do Tórax de Londres.